# Arturo Mandin Bastes

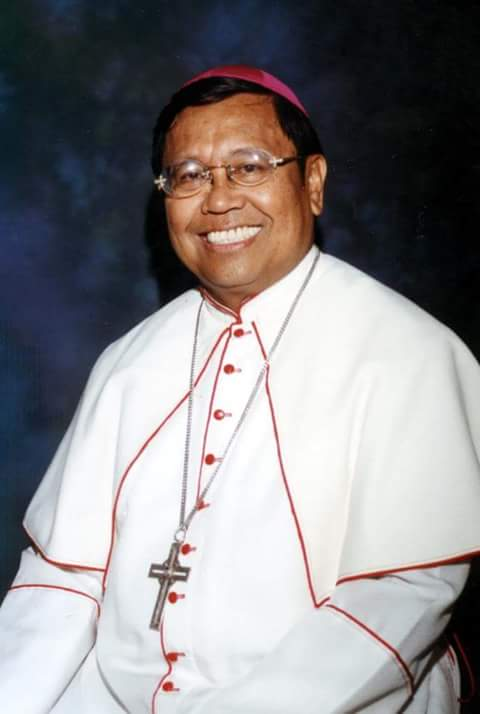
Arturo Mandin Bastes (2022)

Arturo Mandin Bastes SVD (* 1. April 1944 in Loboc; † 20. Oktober 2024 in Cainta) war ein philippinischer Ordensgeistlicher und römisch-katholischer Bischof von Sorsogon.

## Leben
Arturo Mandin Bastes trat der Ordensgemeinschaft der Steyler Missionare bei und Papst Paul VI. spendete ihm am 28. November 1970 das Sakrament der Priesterweihe.
Papst Johannes Paul II. ernannte ihn am 3. Juli 1997 zum Bischof von Romblon. Der Erzbischof von Cebu, Ricardo Jamin Kardinal Vidal, spendete ihm am 21. August desselben Jahres die Bischofsweihe. Mitkonsekratoren waren Miguel C. Cinches SVD, Bischof von Surigao, und Leopoldo Sumaylo Tumulak, Bischof von Tagbilaran.
Am 25. Juli 2002 wurde er zum Koadjutorbischof von Sorsogon ernannt. Mit der Emeritierung Jesus Varelas am 16. April 2003 folgte er ihm als Bischof von Sorsogon nach.
Am 15. Oktober 2019 nahm Papst Franziskus das von Arturo Mandin Bastes aus Altersgründen vorgebrachte Rücktrittsgesuch an.